# Чемпионат Мали по футболу
Чемпионат Мали по футболу (фр. Première division malienne) — высший футбольный дивизион Мали. Контролируется Малийской федерацией футбола.
Футбольные соревнования на территории современного государства Мали начали проводиться ещё до обретения государством независимости в 1960 году. Будучи колонией Франции Мали тогда входило в состав Французского Судана. Малийские клубы выступали во французском кубке Западной Африке, где команда «Жанна д’Арк» из Бамако побеждала дважды в 1953 и 1956 годах.
Впервые чемпионат Мали был разыгран в 1960 году. Его первым победителем стала столичная «Джолиба». Команде принадлежит рекорд по количеству титулов в чемпионате Мали — 24 победы. Ближайшим соперником команды является «Стад Мальен», завоевавшем 22 чемпионства.
Турнир не проводился в 1977 и 1978 годах. Сезон 1990/91 не был доигран из-за государственного переворота. В сезоне 1993/94 турнир не проводился из-за подготовки к Кубку африканских наций 1994 года. Чемпионат 2017 года был отменён без присуждения титула чемпиона, а в 2018 году чемпионат не проводился в целом.
Во всех 52 чемпионатах Мали побеждали исключительно клубы из столицы страны города Бамако. Участниками сезона 2023/24 были 16 команд из 7 различных городов.
Победитель чемпионата Мали имеет право сыграть в Лиге чемпионов КАФ.

## Список победителей
- 1966 — Джолиба
- 1967 — Джолиба
- 1968 — Джолиба
- 1969 — Реал (Бамако)
- 1970 — Стад Мальен
- 1971 — Джолиба
- 1972 — Стад Мальен
- 1973 — Джолиба
- 1974 — Джолиба
- 1975 — Джолиба
- 1976 — Джолиба
- 1979 — Джолиба
- 1980 — Реал (Бамако)
- 1980/81 — Реал (Бамако)
- 1981/82 — Джолиба
- 1982/83 — Реал (Бамако)
- 1983/84 — Стад Мальен
- 1984/85 — Джолиба
- 1985/86 — Реал (Бамако)
- 1986/87 — Стад Мальен
- 1987/88 — Джолиба
- 1988/89 — Стад Мальен
- 1989/90 — Джолиба
- 1991/92 — Джолиба
- 1992/93 — Стад Мальен
- 1994/95 — Стад Мальен
- 1995/96 — Джолиба
- 1996/97 — Джолиба
- 1997/98 — Джолиба
- 1998/99 — Джолиба
- 1999/00 — Стад Мальен
- 2000/01 — Стад Мальен
- 2002 — Стад Мальен
- 2002/03 — Стад Мальен
- 2004 — Джолиба
- 2005 — Стад Мальен
- 2005/06 — Стад Мальен
- 2007 — Стад Мальен
- 2007/08 — Джолиба
- 2008/09 — Джолиба
- 2009/10 — Стад Мальен
- 2010/11 — Стад Мальен
- 2011/12 — Джолиба
- 2012/13 — Стад Мальен
- 2013/14 — Стад Мальен
- 2014/15 — Стад Мальен
- 2016 — Стад Мальен
- 2019/20 — Стад Мальен
- 2021 — Стад Мальен
- 2021/22 — Джолиба
- 2022/23 — Реал (Бамако)
- 2023/24 — Джолиба

## Победители по клубам
| Клуб          | Побед | Последний |
| ------------- | ----- | --------- |
| Джолиба       | 24    | 2023/24   |
| Стад Мальен   | 22    | 2021      |
| Реал (Бамако) | 6     | 2022/23   |